# Deep Lake (sjö i Antarktis, lat -68,56, long 78,20)
Deep Lake är en insjö i Antarktis. Sjön är den lägsta öppna platsen på land i hela Antarktis och är en av världens yttersta platser.

## Geografi
Deep Lake ligger i Östantarktis inom Australiens Landanspråk på Antarktis.
Sjön ligger inom den antarktiska oasen Vestfold Hills nära Broad Peninsula vid Ingrid Christensen Coast i regionen Princess Elizabeth Land och cirka 9 km östnordöst om forskningsstationen Davis Station.
I närheten ligger även sjöarna Deep Lake Tarn, Tassie Lake och Club Lake.
Den endorheiska sjön är en saltsjö med en yta på cirka 0,30 km² och ett djup på cirka 36 m. Sjön är nästan kvadratisk och sträcker sig cirka 600 m i nord-sydlig riktning och cirka 1 300 m i öst-västlig riktning. Vattenytan ligger på 51 meter under havet. Området är ett av världens till lands lägsta platser.

## Historia
Sjön kartograferades 1946 efter flygfotografier från Lars Christensens Torshavn IV-expedition 1936-1937
I januari 1955 besöktes sjön av en australisk ANARE-expedition under ledning av Phillip Law, sjön namngavs 1958.